# Mojżesz Lejbowski

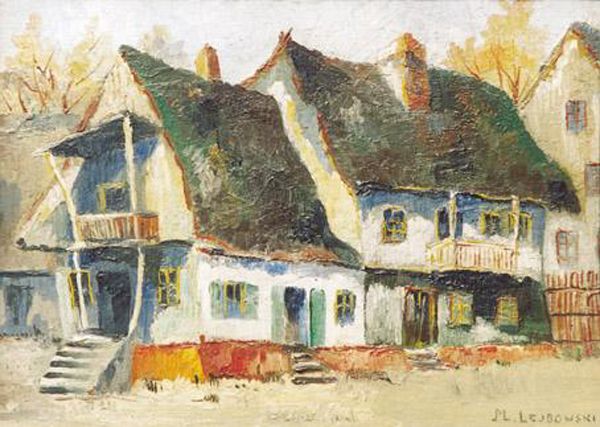
Stare domy

Mojżesz (Mosze) Lejbowski lub Leibowski j. lit. Moišės Leibovskio. (ur. 5 marca?/17 marca 1876 w Nowogródku, zm. 1942 lub 1943 w Wilnie) – polski malarz pochodzenia żydowskiego.
Studiował malarstwo w Wilnie u Iwana Trutniewa, potem w Paryżu najprawdopodobniej u M. Bonneta w latach 1899 –1900 i w 1904. W dwudziestoleciu międzywojennym mieszkał w Wilnie. Był pierwszym prezesem powołanego w 1925 r., Wileńskiego Żydowskiego Towarzystwa Artystów Plastyków (później Związek Żydowskich Artystów Plastyków). Był nauczycielem Rafaela Chwolesa. Swoje prace od 1899 r., wystawiał w Wilnie, Białymstoku, Mińsku i w Grodnie. W 1939 r., zaprezentował swoją prace po raz ostatni na wystawie Stowarzyszenia Żydowskich Artystów Plastyków. W 1940 r., przeniósł się na pewien czas do Grodna. Zginął zamordowany w getcie wileńskim.

## Twórczość
Tworzył zarówno obrazy olejne jak i pastelowe. Był uznanym portrecistą.